# El Pozorrón
El Pozorrón är en ort i Mexiko.   Den ligger i kommunen Omealca och delstaten Veracruz, i den sydöstra delen av landet, 260 km öster om huvudstaden Mexico City. El Pozorrón ligger 355 meter över havet och antalet invånare är 267.
Terrängen runt El Pozorrón är varierad. Runt El Pozorrón är det ganska tätbefolkat, med 100 invånare per kvadratkilometer. Närmaste större samhälle är Cuitláhuac, 13,2 km norr om El Pozorrón. I omgivningarna runt El Pozorrón växer i huvudsak städsegrön lövskog.